# Grande provincia ignea
     Scudo
     Tavolato
     Orogene
     Bacino
     Grande provincia ignea
     crosta estesa
     0–20 Ma
     20–65 Ma
     >65 Ma

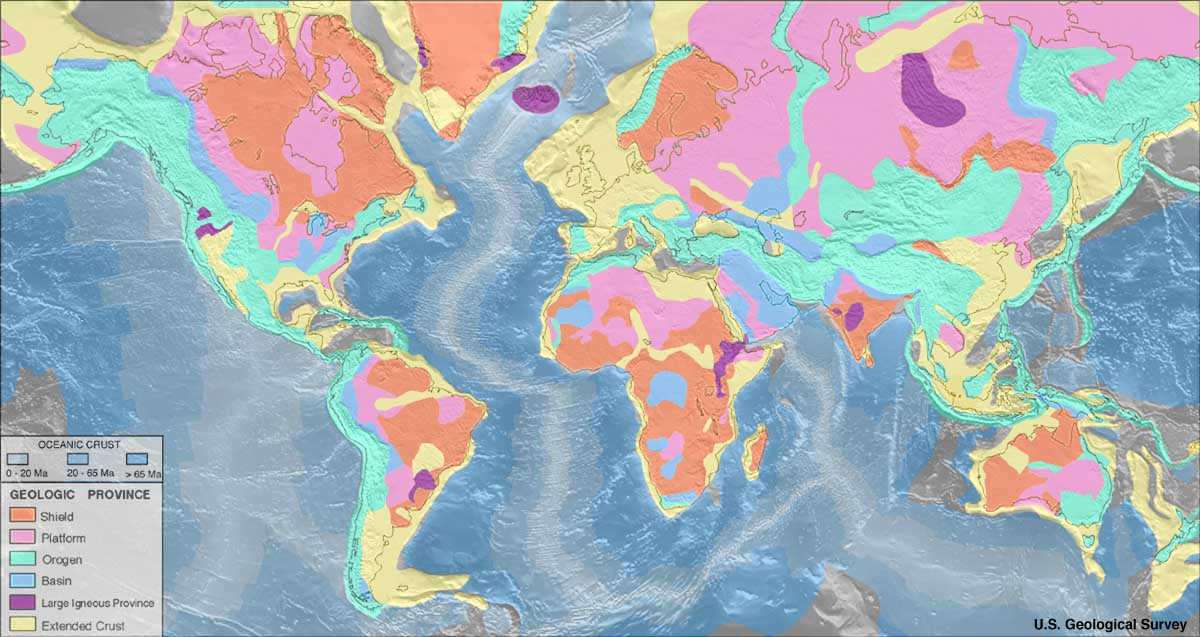
Mappa delle Province geologiche:
Crosta continentale
Scudo
Tavolato
Orogene
Bacino
Grande provincia ignea
crosta estesa
Crosta oceanica (secondo l'età)
0–20 Ma
20–65 Ma
>65 Ma

Le Grandi Province Ignee (in inglese normalmente abbreviate in LIP, acronimo di Large Igneous Province) sono accumuli estremamente grandi di rocce magmatiche di tipo intrusivo, effusivo, o misto, affioranti sulla crosta terrestre. Il termine "Grande provincia ignea" è stato originariamente proposto da Coffin ed Eldholm (1992) per riferirsi ad una tipologia di province ignee mafiche che si estendono su aree maggiori di 100000 km² (circa un terzo della superficie dell'Italia), sono state eruttate in intervalli di tempo molto brevi dell'ordine di pochi milioni di anni o meno, e che hanno origine da processi non associati alla 'normale' tettonica a placche e di espansione del fondale oceanico.
Si ritiene che i pennacchi del mantello possano essere la fonte di molte o tutte le LIP che non sono associate a una 'tettonica a zolle normale'.

## Definizione
La terminologia di Grande provincia ignea è stata introdotta nel 1992 per descrivere una tipologia di province ignee mafiche che si estendono su aree maggiori di 100.000 km² (circa un terzo della superficie dell'Italia), sono state eruttate in intervalli di tempo molto brevi dell'ordine di pochi milioni di anni o meno.
Fondali marini femici o basaltici e altri fenomeni geologici derivanti dalla normale attività della tettonica delle placche, non erano incluse in questa definizione.

### Tipologia
La definizione di LIP è stata ampliata e raffinata, ma non è ancora definitivamente fissata. La tendenza è quella di usarla per descrivere tutte le maggiori zone di affioramento di rocce ignee, non esclusivamente di chimismo mafico.
Si è proposta una suddivisione delle LIP in Grande Provincia Vulcanica (in inglese Large Volcanic Province, LVP) e Grande Provincia Plutonica (in inglese Large Plutonic Province, LPP), e l'aggiunta alla definizione di rocce prodotte da 'normali' processi tettonici.
Alcune LIP sono tuttora intatte (per esempio i Trappi del Deccan in India), altre sono state smembrate dai movimenti delle placche tettoniche, come la Provincia magmatica dell'Atlantico centrale (CAMP), le cui parti si trovano in Brasile, nella costa orientale del Nord e Sud America, ed in Africa nord-occidentale.

## Formazione delle grandi province ignee

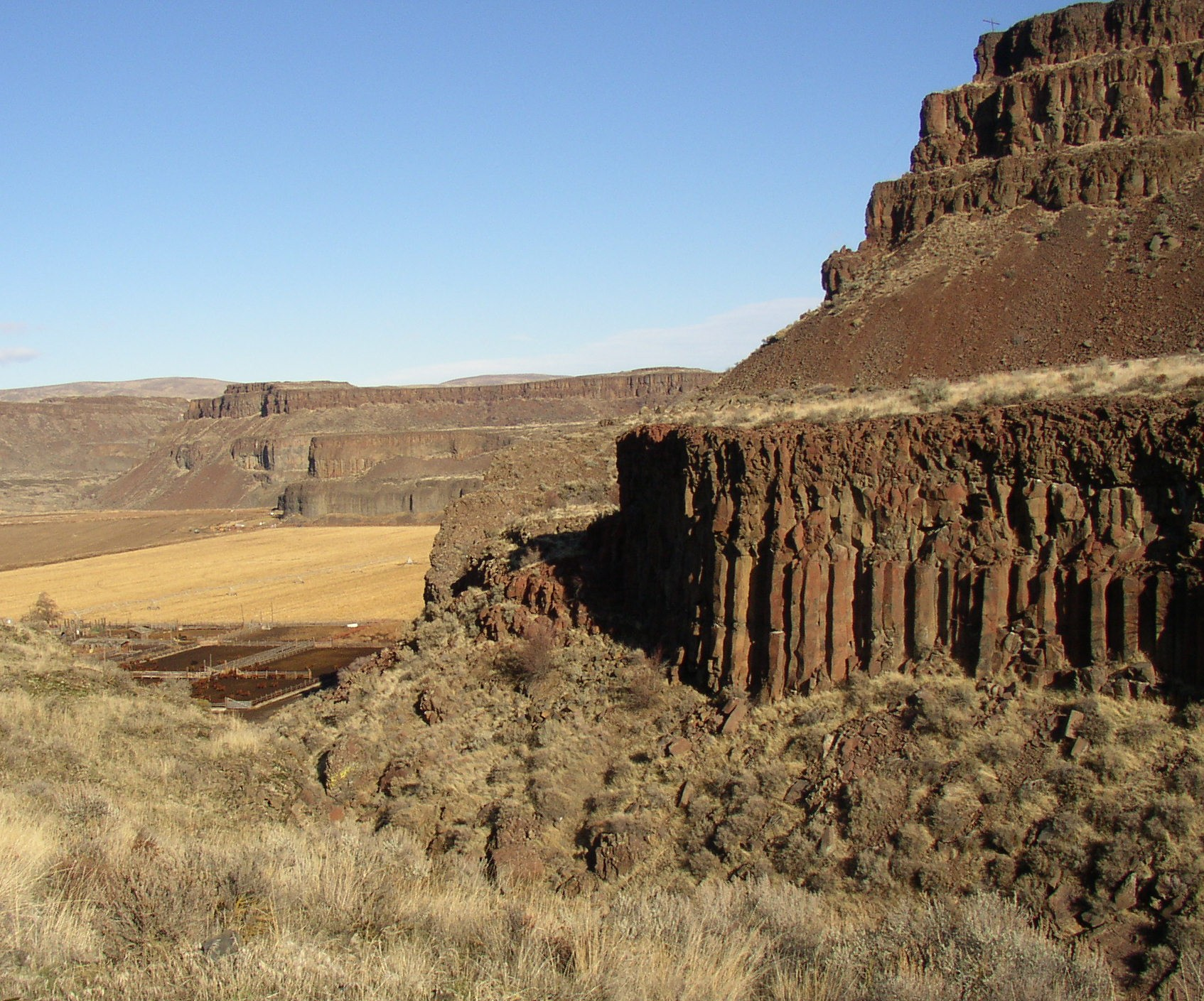
La zona dei Tre Diavoli nella Moses Coulee, (stato di Washington, USA), fa parte della LIP del Gruppo basaltico del Columbia.

La Terra ha una crosta esterna costituita da placche tettoniche che fluttuano su un mantello convettivo liquido al di sopra del nucleo solido. Il flusso nel mantello è originato dalla discesa delle placche tettoniche fredde durante la subduzione e la risalita dei pennacchi di materiale caldo dai livelli sottostanti. La superficie terrestre riflette pertanto lo stiramento, l'ispessimento e la deformazione delle placche terrestri nella loro interazione.
La creazione delle placche oceaniche durante la risalita, la propagazione e la subduzione sono aspetti fondamentali della tettonica delle placche,
come pure la risalita di materiale fuso dal mantello e il trascinamento in profondità delle più fredde placche oceaniche nei moti convettivi del mantello. In questo modello, le placche tettoniche sono divergenti nelle dorsali medio-oceaniche, dove la roccia fusa del mantello risale a riempire gli spazi altrimenti vuoti. I processi tettonici sono alla base della maggior parte del vulcanismo terrestre.
In aggiunta agli effetti dei moti convettivi, i processi subduttivi e di risalita influenzano anche la topografia della superficie. Il materiale fuso del mantello può fuoriuscire attraverso i pennacchi ed espandersi radialmente al di sotto della placca tettonica provocando un innalzamento della regione e giocare un ruolo importante nella formazione delle LIP.
Secondo la definizione originaria le LIP comprendono colate subaeree di basalto, plateau oceanici, grandi sciami di dicchi (le radici erose di una provincia vulcanica) e margini di zone sottoposte a rift. La maggior parte di queste LIP sono composte da basalti, ma alcune contengono grandi quantità di riolite associata (p.e. il gruppo basaltico del Columbia negli Stati Uniti occidentali); la riolite è in genere molto più densa rispetto alle rioliti di arco vulcanico, con temperature di eruzione maggiori (da 850 °C a 1000 °C) rispetto a rioliti normali. Alcune nuove definizioni del termine LIP comprendono le grandi province granitiche come quelle trovate nelle Ande o nel Nord America occidentale.
Le LIP hanno spesso una misura areale di alcuni milioni di km2 e volumi dell'ordine di 1 milione di km3; inoltre nella maggior parte dei casi, la maggior parte del volume di basalto della LIP è stato eruttato in meno di 1 milione di anni. Uno dei misteri sulle origini delle LIP è capire come enormi volumi di magma basaltico si formino ed eruttino in così poco tempo, con tassi di effusione fino a un ordine di grandezza maggiore rispetto ai basalti delle dorsali medio-oceaniche.